# Wahlen zum Senat der Vereinigten Staaten 1892 und 1893
Die Wahlen zum Senat der Vereinigten Staaten 1892 und 1893 zum 53. Kongress der Vereinigten Staaten fanden zu verschiedenen Zeitpunkten statt. Die Wahlen fanden parallel zur Präsidentschaftswahl 1892 statt, in der Grover Cleveland nach einer Pause von vier Jahren zum zweiten Mal gewählt wurde. Vor der Verabschiedung des 17. Zusatzartikels wurden die Senatoren nicht direkt gewählt, sondern von den Parlamenten der Bundesstaaten bestimmt.
Zur Wahl standen 29 Senatssitze der Klasse I, deren Inhaber 1886 und 1887 für eine Amtszeit von sechs Jahren gewählt worden oder später nachgerückt waren. Zusätzlich fanden Nachwahlen für zwei dieser Sitze und vier der anderen beiden Klassen statt. Bei den Nachwahlen konnten die Demokraten einen Sitz der Republikaner gewinnen. In Mississippi fand vorzeitig die Wahl für den Klasse-II-Sitz statt.
Von den 29 regulär zur Wahl stehenden Sitzen waren elf von Demokraten und 18 von Republikanern besetzt. 17 Amtsinhaber wurden wiedergewählt, jeweils acht für Demokraten und Republikaner, ein Republikaner schloss sich der Silver Party an. Zwei Sitze konnten die Demokraten und einen die Republikaner halten. Vier Sitze verloren die Republikaner an die Demokraten, einen an die Populisten (People’s Party). Die Demokraten verloren einen Sitz, die Republikaner drei, weil das Parlament in Florida verspätet wählte und die Parlamente in Montana, Washington und Wyoming sich nicht auf Kandidaten einigen konnten. Der Sitz in Florida wurde aber vor der ersten regulären Sitzung durch den bisherigen Amtsinhaber wieder besetzt. Damit verloren die Republikaner ihre Mehrheit, die am Ende des 52. Kongresses bei 47 gegen 39 Demokraten und zwei Populisten gelegen hatte. Im neuen Kongress gab es eine absolute Mehrheit von 44 Demokraten gegen 37 Republikaner, drei Populisten und einen Vertreter der Silver Party.
Zu Veränderungen nach der Wahl siehe auch Liste der Mitglieder des Senats im 53. Kongress der Vereinigten Staaten.

## Ergebnisse

### Wahlen während des 52. Kongresses
Die meisten Gewinner dieser Wahlen wurden vor dem 4. März 1889 in den Senat aufgenommen, also während des 52. Kongresses, Martin allerdings erst am 4. März beim Zusammentritt des 53. Kongresses. Walthall wurde vorzeitig für die 1895 beginnende Amtszeit wiedergewählt.
| Staat         | Amtierender Senator        | Partei       | Nachwahl   | Datum         | Ergebnis                | Neuer Senator      |
| ------------- | -------------------------- | ------------ | ---------- | ------------- | ----------------------- | ------------------ |
| Kansas        | Bishop W. Perkins, ernannt | Republikaner | Klasse II  | 25. Jan. 1893 | Zugewinn Demokraten     | John Martin        |
| Kentucky      | John G. Carlisle           | Demokrat     | Klasse II  | 15. Feb. 1893 | von Demokraten gehalten | William Lindsay    |
| Maryland      | Charles H. Gibson, ernannt | Demokrat     | Klasse III | 21. Jan. 1892 | bestätigt               | Charles H. Gibson  |
| Mississippi   | Edward C. Walthall         | Demokrat     | Klasse II  | 20. Jan. 1892 | vorzeitig wiedergewählt | Edward C. Walthall |
| Texas         | Horace Chilton, ernannt    | Demokrat     | Klasse I   | 22. März 1892 | von Demokraten gehalten | Roger Q. Mills     |
| Vermont       | Redfield Proctor, ernannt  | Republikaner | Klasse I   | 19. Okt. 1892 | bestätigt               | Redfield Proctor   |
| West Virginia | John E. Kenna              | Demokrat     | Klasse II  | 25. Jan. 1893 | von Demokraten gehalten | Johnson N. Camden  |

- ernannt: Senator wurde vom Gouverneur als Ersatz für einen ausgeschiedenen Senator ernannt, Nachwahl nötig.
- bestätigt: ein als Ersatz für einen ausgeschiedenen Senator ernannter Amtsinhaber wurde bestätigt.

### Wahlen zum 53. Kongress
Die Gewinner dieser Wahlen wurden am 4. März 1893 in den Senat aufgenommen, also bei Zusammentritt des 53. Kongresses. Alle Sitze dieser Senatoren gehören zur Klasse I.
| Staat         | Amtierender Senator      | Partei       | Datum         | Ergebnis                       | Neuer Senator          |
| ------------- | ------------------------ | ------------ | ------------- | ------------------------------ | ---------------------- |
| Connecticut   | Joseph R. Hawley         | Republikaner | 1893          | wiedergewählt                  | Joseph R. Hawley       |
| Delaware      | George Gray              | Demokrat     | 1893          | wiedergewählt                  | George Gray            |
| Florida       | Samuel Pasco             | Demokrat     | keine Wahl    | Verlust Demokraten             | vakant                 |
| Indiana       | David Turpie             | Demokrat     | 1893          | wiedergewählt                  | David Turpie           |
| Kalifornien   | Charles N. Felton        | Republikaner | 1893          | Zugewinn Demokraten            | Stephen M. White       |
| Maine         | Eugene Hale              | Republikaner | 1893          | wiedergewählt                  | Eugene Hale            |
| Maryland      | Arthur P. Gorman         | Demokrat     | 1892          | wiedergewählt                  | Arthur P. Gorman       |
| Massachusetts | Henry L. Dawes           | Republikaner | 1893          | von Republikanern gehalten     | Henry Cabot Lodge      |
| Michigan      | Francis B. Stockbridge   | Republikaner | 1893          | wiedergewählt                  | Francis B. Stockbridge |
| Minnesota     | Cushman K. Davis         | Republikaner | 1892          | wiedergewählt                  | Cushman K. Davis       |
| Mississippi   | James Z. George          | Demokrat     | 20. Jan. 1892 | wiedergewählt                  | James Z. George        |
| Missouri      | Francis Cockrell         | Demokrat     | 18. Jan. 1893 | wiedergewählt                  | Francis Cockrell       |
| Montana       | Wilbur F. Sanders        | Republikaner | keine Wahl    | Verlust Republikaner           | vakant                 |
| Nebraska      | Algernon S. Paddock      | Republikaner | 1893          | Zugewinn Populisten            | William V. Allen       |
| Nevada        | William M. Stewart       | Republikaner | 1893          | wiedergewählt für Silver Party | William M. Stewart     |
| New Jersey    | Rufus Blodgett           | Demokrat     | 24. Jan. 1893 | von Demokraten gehalten        | James Smith            |
| New York      | Frank Hiscock            | Republikaner | 18. Jan. 1893 | Zugewinn Demokraten            | Edward Murphy          |
| North Dakota  | Lyman R. Casey           | Republikaner | Feb. 1893     | Zugewinn Demokraten            | William N. Roach       |
| Ohio          | John Sherman             | Republikaner | 1892          | wiedergewählt                  | John Sherman           |
| Pennsylvania  | Matthew Quay             | Republikaner | 17. Jan. 1893 | wiedergewählt                  | Matthew Quay           |
| Rhode Island  | Nelson W. Aldrich        | Republikaner | 1892          | wiedergewählt                  | Nelson W. Aldrich      |
| Tennessee     | Washington C. Whitthorne | Demokrat     | 1893          | von Demokraten gehalten        | William B. Bate        |
| Texas         | Roger Q. Mills           | Demokrat     | 1893          | wiedergewählt                  | Roger Q. Mills         |
| Vermont       | Redfield Proctor         | Republikaner | 1892          | wiedergewählt                  | Redfield Proctor       |
| Virginia      | John W. Daniel           | Demokrat     | 1893          | wiedergewählt                  | John W. Daniel         |
| Washington    | John B. Allen            | Republikaner | keine Wahl    | Verlust Republikaner           | vakant                 |
| West Virginia | Charles J. Faulkner      | Demokrat     | 1893          | wiedergewählt                  | Charles J. Faulkner    |
| Wisconsin     | Philetus Sawyer          | Republikaner | 1893          | Zugewinn Demokraten            | John L. Mitchell       |
| Wyoming       | Francis E. Warren        | Republikaner | keine Wahl    | Verlust Republikaner           | vakant                 |

- wiedergewählt: ein gewählter Amtsinhaber wurde wiedergewählt.

### Wahlen während des 53. Kongresses
Die Gewinner dieser Wahlen wurden nach dem 4. März 1893 in den Senat aufgenommen, also während des 53. bzw. 54. Kongresses.
| Staat    | Amtierender Senator  | Partei   | Nachwahl | Datum         | Ergebnis                | Neuer Senator    |
| -------- | -------------------- | -------- | -------- | ------------- | ----------------------- | ---------------- |
| Florida  | Samuel Pasco         | Demokrat | Klasse I | 1882          | wiedergewählt           | Samuel Pasco     |
| Virginia | Eppa Hunton, ernannt | Demokrat | Klasse I | 19. Dez. 1893 | bestätigt               | Eppa Hunton      |
| Virginia | Eppa Hunton          | Demokrat | Klasse I | 19. Dez. 1893 | von Demokraten gehalten | Thomas S. Martin |

- ernannt: Senator wurde vom Gouverneur als Ersatz für einen ausgeschiedenen Senator ernannt, Nachwahl nötig.
- bestätigt: ein als Ersatz für einen ausgeschiedenen Senator ernannter Amtsinhaber wurde bestätigt.

## Einzelstaaten
In allen Staaten wurden die Senatoren durch die Parlamente gewählt, wie durch die Verfassung der Vereinigten Staaten vor der Verabschiedung des 17. Zusatzartikels vorgesehen. Das Wahlverfahren bestimmten die Staaten selbst, es war daher von Staat zu Staat unterschiedlich. Teilweise ergibt sich aus den Quellen nur, wer gewählt wurde, aber nicht wie.
Das Third Party System der Parteien in den Vereinigten Staaten bestand aus der Demokratischen Partei, die hauptsächlich in den Südstaaten stark war, sowie der gemäßigt abolitionistischen, im Norden verankerten Republikanischen Partei. Zeitweise konnten auch die Silver Party, die Silver Republican Party und die Populist Party (People’s Party) Senatoren stellen.